# Samoaans honkbalteam

Vlag van Samoa.

Het Samoaans honkbalteam is het nationale honkbalteam van Samoa. Het team vertegenwoordigt Samoa tijdens internationale wedstrijden. Het Samoaans honkbalteam hoort bij de Oceanische Honkbal Confederatie (BCO).